# Coalton (Ohio)
Coalton és una població dels Estats Units a l'estat d'Ohio. Segons el cens del 2000 tenia 545 habitants.

## Demografia
Segons el cens del 2000, Coalton tenia 545 habitants, 210 habitatges, i 149 famílies. La densitat de població era de 382,6 habitants per km².
Dels 210 habitatges en un 32,9% hi vivien nens de menys de 18 anys, en un 51,9% hi vivien parelles casades, en un 15,2% dones solteres, i en un 29% no eren unitats familiars. En el 26,7% dels habitatges hi vivien persones soles el 10% de les quals corresponia a persones de 65 anys o més que vivien soles. El nombre mitjà de persones vivint en cada habitatge era de 2,6 i el nombre mitjà de persones que vivien en cada família era de 3,09.
Per edats la població es repartia de la següent manera: un 26,4% tenia menys de 18 anys, un 10,5% entre 18 i 24, un 29,2% entre 25 i 44, un 25,5% de 45 a 60 i un 8,4% 65 anys o més.
L'edat mediana era de 33 anys. Per cada 100 dones de 18 o més anys hi havia 95,6 homes.
La renda mediana per habitatge era de 24.167 $ i la renda mediana per família de 28.333 $. Els homes tenien una renda mediana de 28.269 $ mentre que les dones 15.682 $. La renda per capita de la població era d'11.080 $. Aproximadament el 29% de les famílies i el 27,5% de la població estaven per davall del llindar de pobresa.

## Poblacions més properes
El següent diagrama mostra les poblacions més properes.